# Amdorf (Herborn)
Amdorf is een plaats in de Duitse gemeente Herborn, deelstaat Hessen, en telt 288 inwoners (2008).